# Eutardigrada
Eutardigrada – gromada niesporczaków (Tardigrada), u których nie występują przydatki głowowe, brak kutykularnych płytek na grzbietowej i brzusznej stronie ciała, a pazurki złożone są z gałęzi głównej i bocznej. Występują u nich narządy wydalnicze i kloaka. Do Eutardigrada zaliczane są gatunki lądowe, słodkowodne i tylko nieliczne wtórnie morskie (Halobiotus).
Wyróżniane są dwa rzędy:
- Apochela
- Parachela

## Zdolność do anabiozy
Wszystkie lądowe gatunki należące do Eutardigrada wykształciły zdolność radzenia sobie w trudnych warunkach środowiskowych poprzez zapadanie w anabiozę (kryptobiozę). W tym stanie mogą przeżyć wiele lat w szerokim spektrum temperatur: zarówno w bardzo wysokiej (nawet ponad 100 °C) jak i bardzo niskiej (bliskiej zera absolutnego). Są wówczas także odporne na promieniowanie rzędu 570 000 rentgenów. W czasie suszy organizmy te mogą przejść w stan anhydrobiozy, w którym pozostają czasami nawet wiele lat, czekając na poprawę warunków środowiska. Tworzą wówczas beczkowate stadia spoczynkowe o mocno zredukowanym metabolizmie.